# آرتور لایست
آرتور لیست (آلمانی: Arthur Leist؛ زاده ۸ ژوئیهٔ ۱۸۵۲ – درگذشته ۲۲ مارس ۱۹۲۷) نویسنده، روزنامه‌نگار و مترجم ادبیات ارمنی و ادبیات گرجی اهل آلمان بود.

## زندگی‌نامه
وی در ۸ ژوئیهٔ ۱۸۵۲ در وروتسواف به دنیا آمد و در همان‌جا نیز تحصیل نمود. وی در جنگ روسیه و عثمانی (۱۸۷۷–۱۸۷۸) علاقه‌مند منطقه قفقاز شد. وی در ۲۲ مارس ۱۹۲۷ در سن ۷۴ سالگی در تفلیس درگذشت و در Didube Pantheon به خاک سپرده شد.